# Cristina Trivulzio di Belgioioso
Prinses Cristina Trivulzio di Belgioioso (Milaan, 28 juni 1808 - aldaar, 5 juli 1871) was een Italiaanse edeldame en patriote die een tijd in Zwitserland verbleef en die een belangrijke rol speelde in de Risorgimento.

## Biografie
Cristina Trivulzio di Belgioioso was een dochter van markies Gerolamo Trivulzio en van Vittoria Gherardini. In 1824 huwde ze prins Emilio di Belgioioso, waardoor ze op 16-jarige leeftijd prinses werd.
In 1830 verbleef ze enige tijd in Genève, Bern en Lugano, waar ze salon hield en waar ze contact had met diverse vooraanstaande persoonlijkheden zoals Giacomo Luvini-Perseghini en het latere Bondsraadslid Stefano Franscini. In Ticino had ze ook contacten met ballingen van de Risorgimento. Omdat ze werd geschaduwd door de Oostenrijkse geheime diensten, verliet ze het kanton Ticino na de kantonnale grondwetsherziening van 1830 en de toenemende Oostenrijkse druk. Ze vond een onderkomen in Parijs.
In 1848 nam ze deel aan de Vijf dagen van Milaan en in 1849 verdedigde ze de Romeinse Republiek. Vervolgens reisde ze naar het Midden-Oosten alvorens ze zich in 1856 definitief vestigde in Lombardije.